# Orgelpibe
 For alternative betydninger, se Pibe.
En orgelpibe er en del af et orgel, der frembringer lyd ved at luft blæses ind i piben. Der findes to typer af orgelpiber: labialpiber og tungepiber (også kaldet lingualpiber eller rørstemmer).
Ved labialpiber frembringes tonen ved at luft blæses op gennem pibefoden og hen over labiet, hvilket frembringer vibrationer, efter samme princip som på en blokfløjte. Selve pibekroppen (røret) fungerer som resonansrør og længden bestemmer tonehøjden. Labialpiber kan være dækket med et låg for oven (såkaldte "Gedakt-piber"), hvilket medfører at tonehøjden sænkes en oktav i forhold til en åben pibe. Labialpibens proportioner ("mensur") kan udformes på forskellig måde, hvilket giver forskellig klangtype.
Ved tungepiber frembringes tonen ved at luften ledes hen over en "tunge" (smalt stykke metal), hvilket sætter luften i svingninger, alt efter hvor lang tungen er. Tungepiber fungerer efter samme princip som klarinet og saxofon. Piben eller "bægret" forstærker klangen og dets udformning er bestemmende for klangtypen, men ikke tonehøjden.
De mindste orgelpiber er blot nogle få centimeter lange og frembringer toner op til ca. 12.000 Hz (svingninger pr. sekund). Verdens største og dybest klingende orgelpibe findes i Atlantic City Convention Hall, USA, og har en længde på 20 meter og en bredde på 1 meter. Den frembringer en tone på 8 Hz. Et orgel kan have fra ganske få piber (20-30 stykker) til flere tusinde. Et typisk dansk kirkeorgel har mellem 500 og 2000 piber. Den største pibe i Danmark (Grundtvigskirken i København) er den dybeste tone i registret Principal 32', som har en længde på ca. 11 meter og vejer 425kg.
Forholdet mellem en pibes længde og dens tonehøjde er omvendt proportionalt, da længde gange frekvens – i teorien – er lig med lydens hastighed.
Et sæt orgelpiber med én (i visse tilfælde flere) pibe(r) for hver tone på klaviaturet, kaldes for et register eller en stemme. I lighed med labialpiber og tungepiber tales om labialregistre og tungestemmer (også kaldet rørstemmer).

## Navngivning
Hvert register (hver stemme) betegnes ved et navn og et tal, f.eks. Principal 8'. Navnet betegner registrets klang eller betydning i orglet (Principal er således den vigtigste stemme); tallet – som er et mål i fod betegner registrets tonehøjde, idet den længste (dybeste) pibe i registret (Store C) har den angivne længde, f.eks. 8 fod.
De enkelte registre klinger enten i den noterede tonehøjde eller i en eller flere oktavers afstand herfra; de er altså transponerende. 8 fod betegner den noterede tonehøjde, 16 fod er en oktav dybere, 4 fod er en oktav højere og så fremdeles. Der fremstilles kun yderst sjældent piber dybere end 32 fods lejet og omvendt sjældent højere end 1 fods lejet.
Dertil kommer de registre, der ikke er oktav-transponerende men f.eks. kvint- eller terts-transponerende, idet man derved kan farve klangen ved at forstærke oktavernes ulige harmoniske overtoner. Eksempelvis har en vilkårlig tone i 8 fods lejet en 2. overtone i en oktav plus en kvints afstand (en duodecim). Et sådant register vil derfor have talbetegnelsen 2 2/3 fod. Næste ulige overtone er tertsen over den 2. oktav – dette register vil derfor hedde 1 3/5 fod.
Almindelige registernavne – labialpiber
- Principal – fyldig klang, bærende stemme
- Gedakt – sprød klang, svagere stemme
- Fløjte – blød, åben klang

Almindelige registernavne – lingualpiber/rørstemmer
- Trompet – kraftig og fyldig klang i 8 fods lejet
- Basun – samme som trompet, men i 16 fods lejet
- Fagot – sprødere og knapt så kraftig klang, ofte i 16 fods lejet

- Wikimedia Commons har flere filer relateret til Orgelpibe